# Daniel Grinbank
Daniel Grinbank (12 de mayo de 1954) es un empresario, representante artístico y productor de espectáculos argentino. Es una figura importante en la escena musical de ese país, así como de toda Latinoamérica. Ha creado varias empresas relacionadas con el espectáculo, como las radios Rock & Pop, Kabul (ahora Berlín), La Metro, Aspen y Spika (ahora DSports Radio), el sello discográfico DG Records, y la productora de espectáculos DG Producciones, más tarde integrados junto con el consorcio CIE de capitales mexicanos, en CIE-Rock & Pop o "Cierp SA".

## Biografía
Desde que tenía 15 años fraccionaba su tiempo entre los estudios y la música, como disc jockey. Incursionó de a poco en el mundo de los reflectores; mientras el negocio se encaminaba ayudó a su padre en la fábrica de cajas de cartón, pero el objetivo siempre apuntó hacia otro lado.
A los 18 años tuvo su primer programa de radio en Del Pueblo, que se llamó "Arrock". Con el tiempo, el micrófono en el que debutó sería suyo: Radio Del Pueblo se convirtió en Radio Buenos Aires y su FM se transformó en la Rock & Pop, de la que hasta hace algún tiempo fue propietario Grinbank. Poco después comenzó su tarea como productor. Y como impulsado por la sangre, siguió los pasos de su tío Herb Cohen, mánager nada menos que de Frank Zappa y Alice Cooper, estrellas del rock.
Según las palabras de Grinbank sobre la venta de Rock & Pop: 

Lo de la Rock & Pop fue glorioso. Pasamos grandes momentos. Vivimos circunstancias muy felices y siento que la película merecía un mejor final.

Son innumerables los eventos artísticos producidos por Grinbank, entre los que se destaca el concierto gratuito de los Rolling Stones en Río de Janeiro, realizado el 18 de febrero de 2006, al que asistieron dos millones de personas. Algunos de los eventos de rock más importantes organizados por sus empresas fueron las presentaciones en Argentina de Luis Miguel, U2, The Rolling Stones, Madonna, Iron Maiden, Lady Gaga, Paul McCartney, Prince, Eric Clapton, INXS, David Bowie, Tina Turner, The Police, The Who, Yes, Quiet Riot, Metallica, Coldplay, Guns N' Roses, AC/DC, Nirvana, Robert Plant, Aerosmith, Roger Waters, Bob Dylan, Franz Ferdinand, Arctic Monkeys, Daft Punk, y el cierre de la gira en apoyo de Amnesty International en 1988, con la presencia de Peter Gabriel, Sting y Bruce Springsteen. En enero de 1990 también produjo el Derby Rock Festival donde participaron Soda Stereo y Tears for Fears, entre otros artistas.
En otras áreas de la música, organizó el Buenos Aires Jazz Festival, en el que participaron Weather Report, John McLaughlin y Stanley Clarke; y fue quien produjo las presentaciones de Pat Metheny, Larry Coryell y Astor Piazzolla, así como las versiones argentinas de grandes espectáculos musicales como La Bella y la Bestia, Los Miserables, Chicago y Sweet Charity.
Como representante artístico, Daniel Grinbank ha sido el apoderado de Charly García, Mercedes Sosa, Celeste Carballo y Los Fabulosos Cadillacs entre otros famosos intérpretes argentinos.

## Grinbank y la justicia
En 1995, Daniel Grinbank llevó por primera vez a los Rolling Stones a la Argentina, donde la banda dio cinco conciertos del show Voodoo Lounge en el estadio Monumental de River Plate. Por una pelea entre patotas, un día antes de la venta previa de las entradas para el concierto, murió un chico. Según relata el propio Grinbank en una entrevista, como consecuencia de ello un fallo judicial dictaminó, catorce años después, el pago de 250 mil dólares por ser su empresa responsable como productora.

## Incursiones en el fútbol
En el año 2002 creó un fondo de inversión para apoyar al Club Atlético Independiente de Avellaneda, en Argentina. Aportó solamente dos jugadores para el equipo armado en la gestión de Andrés Ducatenzeiler que engrosó el promedio para evitar el descenso y finalmente logró salir campeón tras 8 años. No lo dejaron quedarse con beneficios a costa del club y finalmente el jugador más importante representado por él, Montenegro, terminó en River. En el 2003 compró falsamente el Club Deportivo Leganés, equipo de segunda división de España influenciado por Javier Tebas (presidente de la Liga Nacional de Fútbol Profesional), al que incorporó jugadores argentinos de nivel alto; pero abandonó el emprendimiento a media temporada (se dice que su sueño cuando llegó era ver el estadio lleno y cuando el equipo se enfrentó al Real Madrid por Copa del Rey, el estadio no estaba lleno y lo decepcionó), dejando al Leganés abandonado y abandonando el club todos los jugadores que había llevado a él. El Leganés acabó teniendo que recurrir a jugadores del juvenil y el club descendió a Segunda B, arrastrando problemas económicos provocados por el aumento del presupuesto llevado a cabo por Grinbank sin que el club tuviera esa capacidad económica a su marcha y el desastre deportivo de la marcha de tanto equipo técnico como de todos los jugadores (48) llevados tanto para la primera plantilla como para el segundo equipo a mitad de una temporada y una pérdida para él de aproximadamente 2,5 millones de euros. Ese equipo recuperado con el tiempo del desastre tanto económico como deportivo ocasionado por Grinbank, hoy en día compite nuevamente, en la 2.ª categoría del futbol español.

"Del negocio del fútbol hui espantado"

## Producción de teatro
- "Un tranvía llamado deseo". Un clásico norteamericano con interpretación de Diego Peretti. Junio de 2011.
- "Agosto". Éxito de Broadway con interpretación de Mercedes Morán.
- "Todos eran mis hijos"[8]